# Jacques de Savoie (comte de Romont)
Pour les articles homonymes, voir Jacques de Savoie.
Jacques de Savoie, aussi appelé Jacques de Romont, né le 12 novembre 1450 à Genève et mort le 30 janvier 1486, est un prince de la maison de Savoie, comte de Romont et baron de Vaud, qui a joué un rôle important à l'époque des guerres de Bourgogne (1474-1477) entre Charles le Téméraire et les cantons suisses confédérés.

## Biographie

### Origines familiales
Jacques de Savoie naît le 12 novembre 1450, à Genève. Il est le fils du second duc de Savoie, Louis Ier, et d'Anne de Lusignan, fille de Janus, roi de Chypre et roi titulaire de Jérusalem,.
Ses frères aînés, Amédée et Philippe, se succèdent sur le trône de Savoie, tandis que ses frères cadets Louis de Genève et Janus de Savoie, deviennent comtes apanagistes de Genève,. Deux autres sont administrateurs de l'évêché de Genève,.

### Comte de Romont et seigneur de Vaud
Le Pays de Vaud est devenu une possession de la maison de Savoie au XIIIe siècle, après un conflit avec la  maison de Zähringen, originaire du Sundgau. La maison de Savoie a étendu son influence en protégeant la ville de Berne contre les Habsbourg, inquiets de la puissance montante de la ville. Berne devient l'alliée de la maison de Savoie après la guerre de Laupen (1339).
En devenant duc de Savoie en 1465, Amédée IX de Savoie donne en apanage à son frère Jacques le Pays de Vaud, avec les titres de comte de Romont et de seigneur de Vaud et des villes de Morat, Avenches, Payerne, Romont, Moudon, Rue et Yverdon. De santé fragile, Amédée IX de Savoie laisse son épouse, Yolande de France, sœur du roi Louis XI, et son frère, le comte de Bresse, gouverner à sa place. À sa mort en 1472, son fils Philibert n'a que six ans. Yolande de France se déclare alors régente et tutrice.

### La succession d'Amédée IX
Les frères du défunt forment des alliances diverses. Le prince-évêque de Genève devient conseiller de Yolande de France. Le comte de Bresse se rapproche de Louis XI. Jacques de Savoie se rapproche du duc de Bourgogne, Charles le Téméraire, à la tête d'un puissant ensemble politique et rival de Louis XI.
En conflit avec la régente Yolande, Jacques de Savoie s'empare de plusieurs châtellenies restées sous la domination du duc Amédée IX[pas clair]. En 1471[pas clair], un arbitrage bernois et fribourgeois l'autorisera à garder ces fiefs.

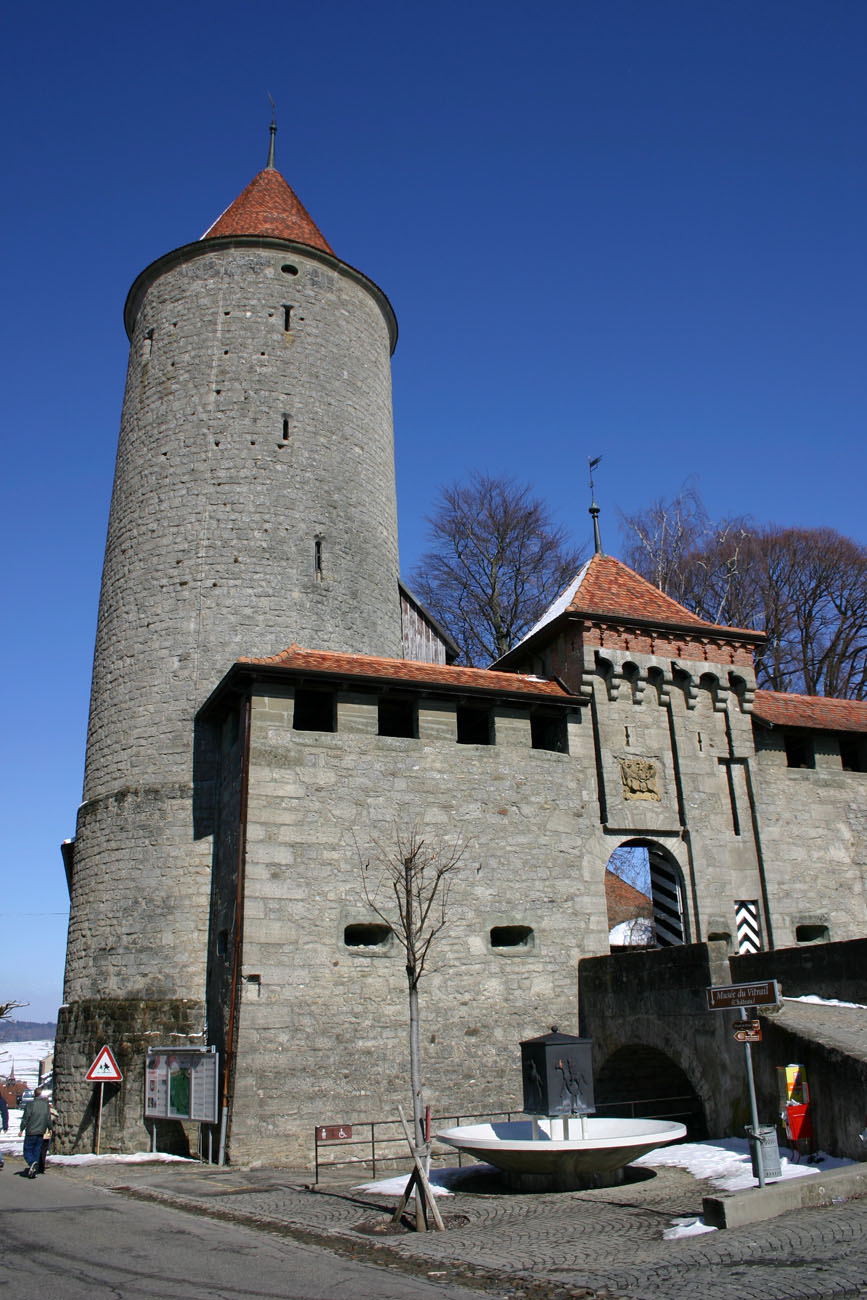
Le château.
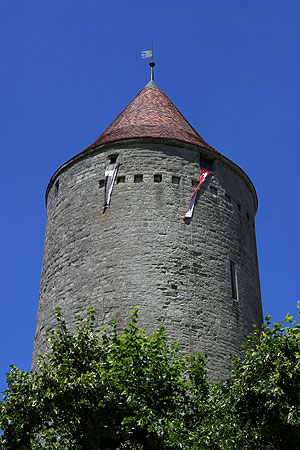
La tour du comte Pierre.
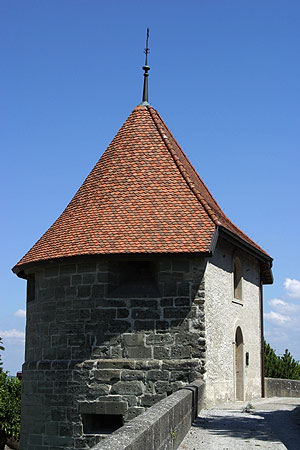
La tour de Fribourg.
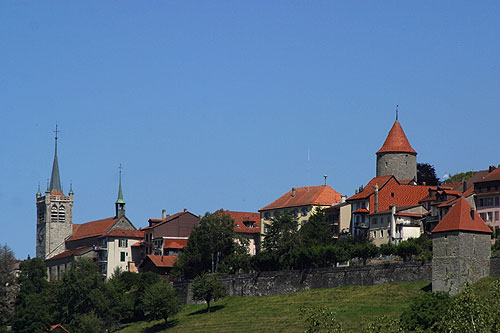
Panorama.

### Au service du duc de Bourgogne (1473)

Blason de Jacques de Savoie.

Jacques de Savoie se lie d'amitié avec Charles le Téméraire et devient en 1473 gouverneur de Bourgogne et grand maréchal, à la tête du tiers des troupes bourguignonnes[réf. nécessaire].
Lors de ses absences pour raison de service auprès du duc de Bourgogne, Jacques de Savoie met ses possessions du Pays de Vaud sous la protection de la ville de Berne. Mais Berne fait maintenant partie de la Confédération des VIII cantons.

### La crise de 1474: la bataille d'Héricourt
Un gros problème se pose à propos de la Haute-Alsace, territoire dont Charles le Téméraire a pris le contrôle en 1469 par le traité de Saint-Omer. La politique bourguignonne, menée par le bailli Pierre de Hagenbach, suscite des réactions négatives. Les villes impériales d'Alsace et la confédération concluent une alliance, en liaison avec Louis XI (Basse Ligue), par laquelle elles se doivent assistance mutuelle en cas de guerre.
En avril 1474, le bailli Hagenbach est arrêté, puis jugé par un tribunal formé par les villes d'Alsace, condamné à mort et exécuté (mai 1474). En réplique, le frère de Hagenbach, Étienne, intervient avec des troupes bourguignonnes et ravage la région.
En octobre 1474, à l'appel des villes impériales, les Confédérés déclarent la guerre à Charles le Téméraire, partent en campagne et mettent le siège le 8 novembre devant la ville d'Héricourt, où Étienne de Hagenbach est retranché.
Jacques de Savoie et le canton de Berne se trouvent donc dans deux camps en guerre.
Jacques de Savoie rassemble les troupes bourguignonnes sous son commandement pour se porter au secours de la ville d'Héricourt. Mais la ville est tombée dès le 12 novembre. Les Suisses se mettent en ordre de bataille face aux colonnes de secours, qui subissent une lourde défaite.
L'approche de l'hiver met fin à la campagne en Haute-Alsace.

### Les campagnes de 1475 dans le Pays de Vaud

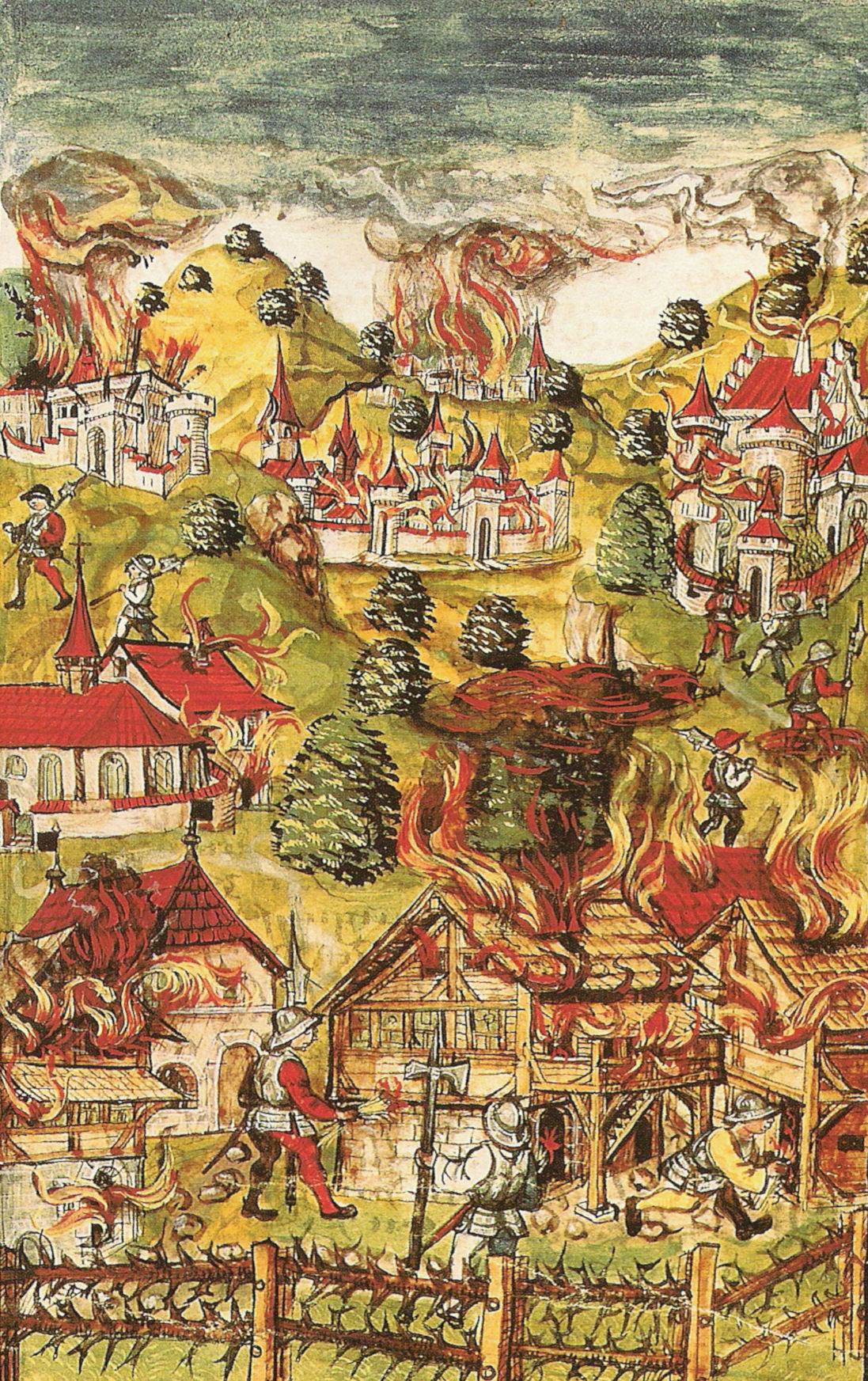
Le Pays de Vaud ravagé.

En avril 1475, les Confédérés, Bernois en tête, lancent des corps francs contre le Pays de Vaud, les « bandes suisses. La campagne est marquée par des exactions :  massacres de Nyon, des Clées, de Jougne. Genève et Lausanne, sièges épiscopaux, sont rançonnées.
Jacques de Savoie ne pouvant pas se porter au secours de son territoire, les Bernois conquièrent rapidement le Pays de Vaud en s'emparant de Grandson, Orbe, Montagny, d'Échallens, de La Sarraz et de Cossonay. À l'est, les troupes bernoises prennent Aigle et une partie du Chablais. En tout ce sont seize villes et quarante-trois châteaux, dont les habitants survivants prêtent serment à leurs nouveaux maîtres. Morat rejoint la combourgeoisie Berne-Fribourg.
Il faut dire que le Pays de Vaud est un territoire stratégique du point de vue commercial et militaire, porte ouverte sur les cols alpins et transit vers la Méditerranée et l'Italie. Les Bernois voulaient aussi stopper le transit de mercenaires italiens qui traversaient les Alpes et le Pays de Vaud pour rejoindre les troupes en campagne de Charles le Téméraire.
Le 14 octobre 1475, Berne, sous le prétexte futile de l'hostilité des populations vaudoises, déclare la guerre à Jacques de Savoie. Ses troupes envahissent de nouveau le Pays de Vaud et massacrent les garnisons qui résistent. Faute de pouvoir obtenir un quelconque secours, les autres bourgs vaudois capitulent avant d'avoir été attaqués.
Une contre-attaque est organisée par Humbert de Cerjat. Charles le Téméraire est vainqueur sur tous les champs de bataille d'Europe[réf. nécessaire] et Jacques de Savoie peut maintenant se concentrer sur ses possessions du Pays de Vaud. Au début de 1476, il réussit à reprendre possession de tous ses territoires, notamment parce que les Suisses se sont repliés dans la perspective de l'arrivée de la puissante armée de Charles le Téméraire.

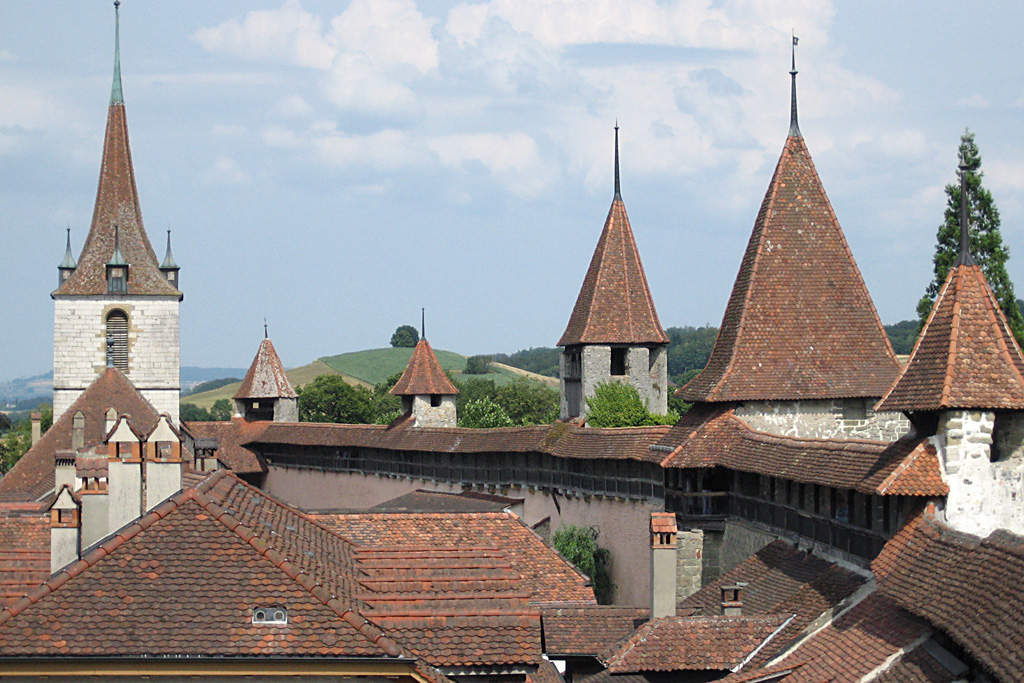
Morat
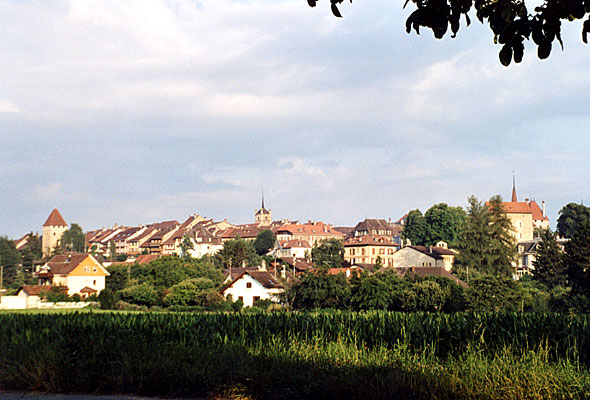
Avenches
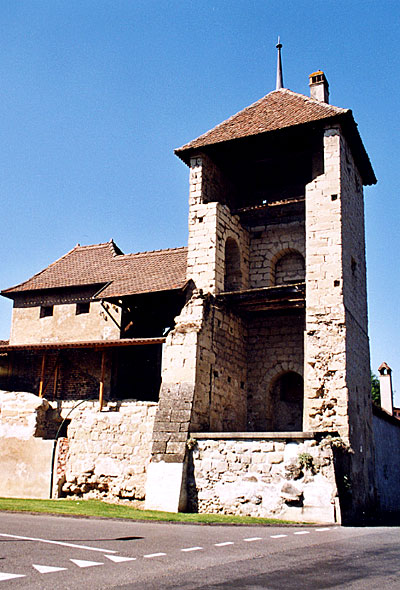
Payerne
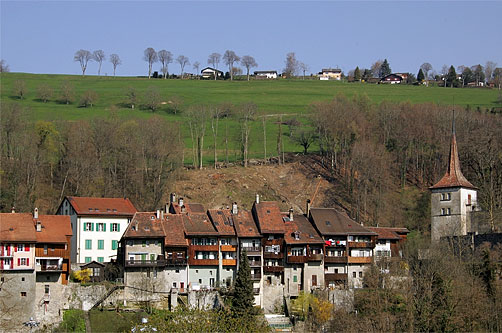
Moudon
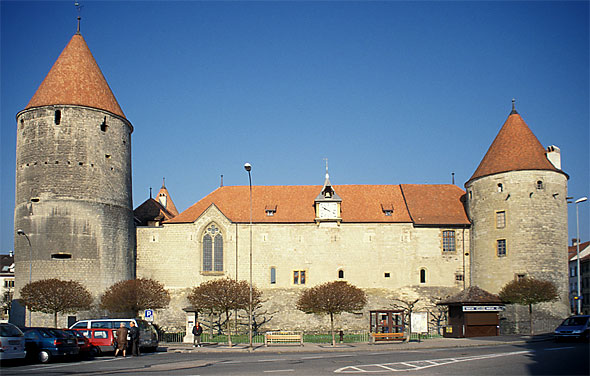
Yverdon

### Le traité de Fribourg (août 1476) et la perte du Pays de Vaud
Dans les mois suivants, les victoires décisives des Suisses sur Charles le Téméraire à Grandson et à Morat entraînèrent une nouvelle occupation du Pays de Vaud.
Après cela, Genève et la Savoie sont menacés par les Suisses. Entretemps la duchesse Yolande est tombée entre les mains de Charles le Téméraire. Louis XI intervient, s'empare de la tutelle du duc Philibert de Savoie et oblige les Suisses à une suspension d'armes. Sous son patronage attentif, le 14 août 1476, après vingt-deux jours de conférences, un traité de paix est conclu entre les Suisses et la maison de Savoie.
Par le traité de Fribourg, les Suisses rendent le Pays de Vaud, mais contre paiement d'une rançon. La maison de Savoie n'ayant pas les moyens de payer cette rançon, Les Bernois maintiennent leur occupation.
De plus, le traité de Fribourg stipule « que la baronnie de Vaud ne sera plus détachée à l'avenir du duché de Savoie à titre d'apanage, et que le comte de Romont en demeurera perpétuellement exclu. » Jacques de Savoie perd ainsi définitivement toute prétention sur ses fiefs.[pas clair]

### Au service de Marie de Bourgogne
Après la mort de Charles le Téméraire à Nancy (janvier 1477), Jacques de Savoie se met au service de sa fille Marie de Bourgogne et de l'archiduc Maximilien Ier de Habsbourg, époux de Marie.
Il est adoubé chevalier de l'ordre de la Toison d'or, en 1478.
On le retrouve en 1479 à Guinegatte, où il est blessé et fait preuve, parmi d'autres chevaliers, de beaucoup de courage.
Jacques de Savoie épouse, en 1484, Marie de Luxembourg (1462-1546), petite-fille de Louis de Luxembourg, comte de Saint-Pol, et fille de Pierre II et de Marguerite de Savoie la sœur de Jacques.
Charles VIII octroie alors à Jacques de Savoie les fiefs du comté de Saint-Pol, et d'autres fiefs en Flandre et en Brabant, échus de la succession de Louis de Luxembourg.
De leur union, naît une fille, Françoise Louise de Savoie (1485-1511), mariée en 1510, sans postérité, à Henri III, fils de Jean V de Nassau-Dillenbourg.
Jacques de Savoie meurt le 30 janvier 1486, au château de Ham, ancienne seigneurie du comte de Saint-Pol.